# Challenger de Split 2024
El torneo Split Open 2024 fue un torneo de tenis perteneció al ATP Challenger Tour 2024 en la categoría Challenger 75. Se trató de la 6.ª edición; el torneo tuvo lugar en la ciudad de Split (Croacia), desde el 8 hasta el 14 de abril de 2024 sobre pista de tierra batida al aire libre.

## Jugadores participantes del cuadro de individuales
| Preclasificado | País                            | Jugador               | Rank1 | Posición en el torneo |
| 1              | Bandera de Hungría              | Zsombor Piros         | 109   | FINAL                 |
| 2              | Bandera de Croacia              | Duje Ajduković        | 115   | Segunda ronda         |
| 3              | Bandera de Eslovaquia           | Lukáš Klein           | 116   | Primera ronda         |
| 4              | Bandera de Francia              | Quentin Halys         | 147   | Segunda ronda         |
| 5              | Bandera de Argentina            | Juan Manuel Cerúndolo | 153   | Primera ronda, retiro |
| 6              | Bandera de Bosnia y Herzegovina | Damir Džumhur         | 159   | Primera ronda         |
| 7              | Bandera de Eslovaquia           | Alex Molčan           | 162   | Primera ronda         |
| 8              | Bandera de Austria              | Filip Misolic         | 166   | Cuartos de final      |

- 1 Se ha tomado en cuenta el ranking del 1 de abril de 2024.

### Otros participantes
Los siguientes jugadores recibieron una invitación (wild card), por lo tanto ingresan directamente al cuadro principal (WC):
- Duje Ajduković
- Matej Dodig
- Luka Mikrut

Los siguientes jugadores ingresan al cuadro principal tras disputar el cuadro clasificatorio (Q):
- Jonáš Forejtek
- Felix Gill
- Elmer Møller
- Jakub Nicod
- Lorenzo Rottoli
- Marko Topo

## Campeones

### Individual Masculino
- Jozef Kovalík derrotó en la final a  Zsombor Piros por 6–4, 5–7, 7–5

### Dobles Masculino
- Jonathan Eysseric /  Bart Stevens derrotaron en la final a  Filip Bergevi /  Mick Veldheer por 0–6, 6–4, [10–8]